# Louis-Bernard Guyton-Morveau
Louis-Bernard Guyton de Morveau, puis Guyton-Morveau né à Dijon le 4 janvier 1737 et mort à Paris le 2 janvier 1816, est un chimiste, jurisconsulte et homme politique français.

## Biographie

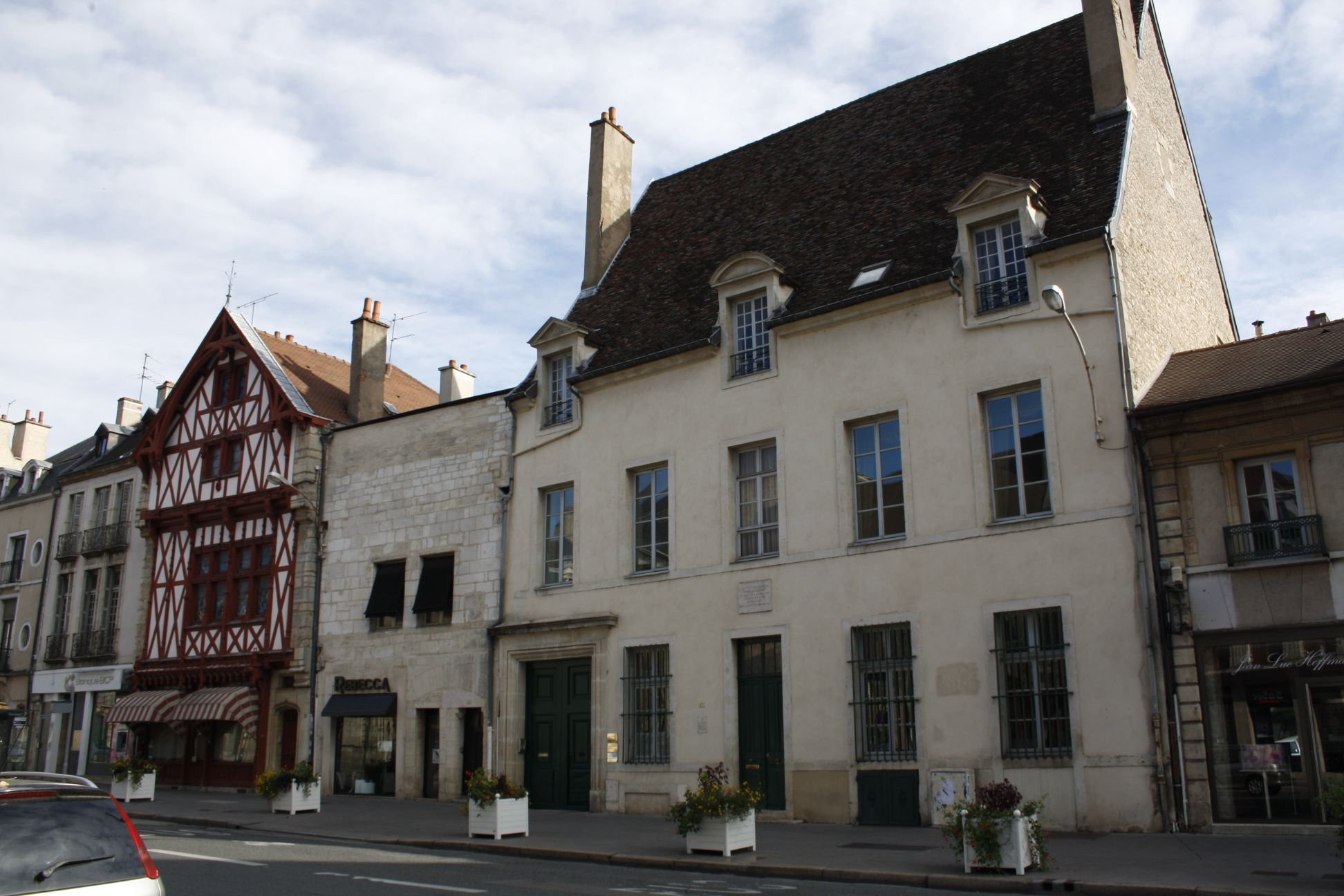
Maison natale à Dijon.

Louis-Bernard Guyton de Morveau est né à Dijon, rue de la Chapelotte, il a été baptisé le 5 janvier 1737 en l'église Saint Jean. C'est le fils d'Antoine Guyton échevin de Dijon (1749), professeur de droit français à l'université de Dijon de 1764 à sa mort en 1768, et de Marguerite Desaulle. Son parrain est Louis-Bernard Delacroix, procureur au grenier à sel de Dijon et sa marraine est la Demoiselle Claudine Seguin, veuve de Maître Claude Desaulle, notaire royal. 
Il est avocat général au parlement de Bourgogne de 1762 à 1782. Il est, à ce titre, « un homme de loi qui participa aux débats sur le droit et la justice ».  
Il entre en 1764 à l'Académie de Dijon.  

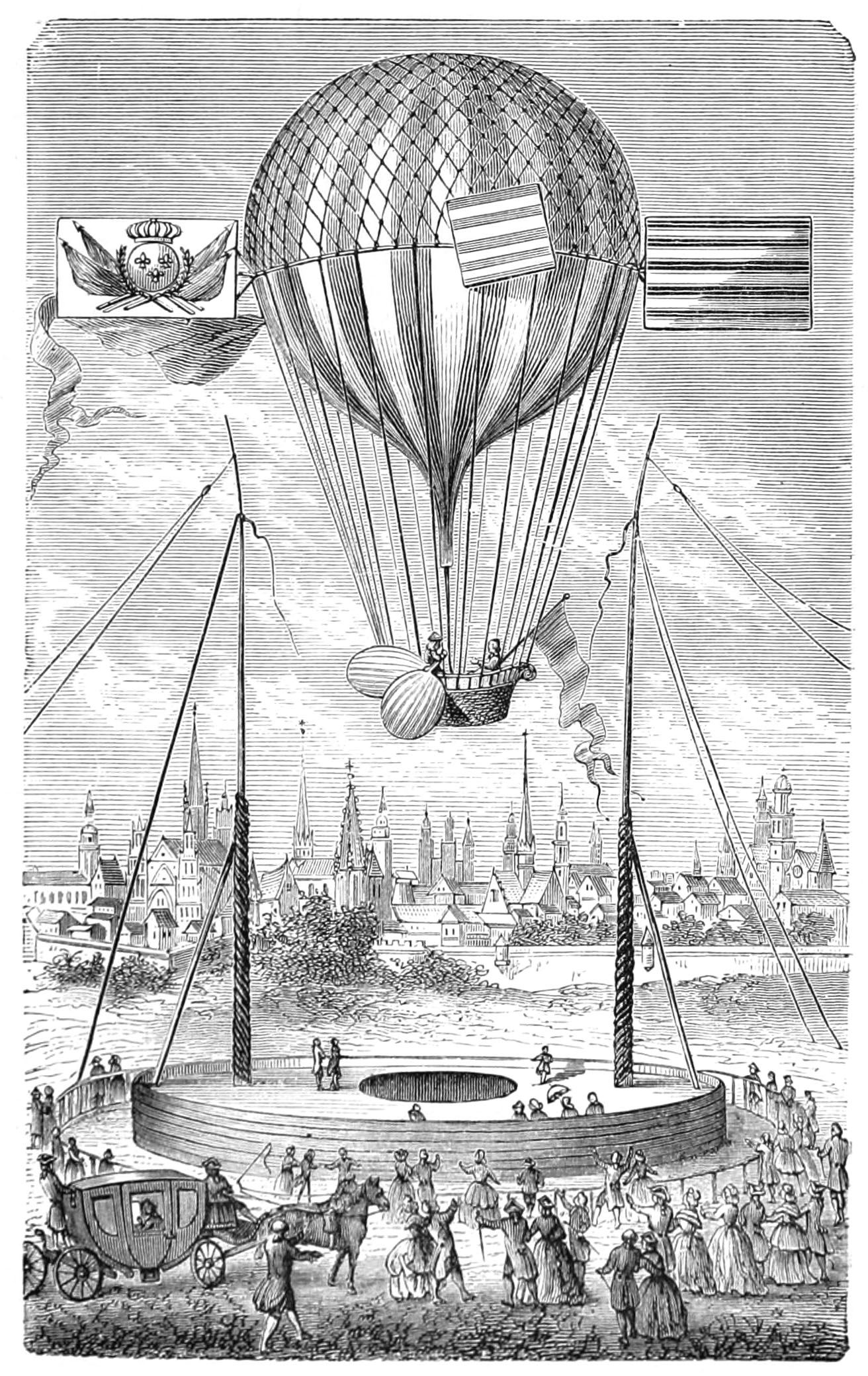
Expériences aérostatiques de Dijon, en 1784.

En tant que chimiste, il participe au Supplément à l’Encyclopédie de Diderot et D’Alembert, à l'Encyclopédie méthodique de Charles-Joseph Panckoucke, en particulier dans la section « Chimie », dans les années 1780 ; et il réalise deux expériences aérostatiques à Dijon, en 1784. Il propose également une première forme de classification chimique des éléments. Il a comme préparateur de ses cours de chimie, Jean-Baptiste Courtois, père de Bernard Courtois qui découvrira l'iode. Il est correspondant de Pierre-Joseph Macquer (1718-1784) à l'Académie des sciences.

## Un scientifique engagé dans la vie politique sous la Révolution
La France devient une monarchie constitutionnelle en application de la constitution du 3 septembre 1791. Le même mois, Louis-Bernard Guyton-Morveau, alors procureur-syndic de la Côte-d'Or, est élu député du département, le neuvième sur dix, à l'Assemblée nationale législative.
Le 3 octobre 1791, Guyton de Morveau est élu secrétaire, sous la présidence d'Emmanuel de Pastoret (député de la Seine) et sous la vice-présidence de Jean-Baptiste-Louis Ducastel (député de la Seine-Inférieure). Le 21 février 1792, il est élu vice-président, puis, le 4 mars, président de l'Assemblée. 
Il siège sur les bancs de la gauche de l'Assemblée. En février 1792, il vote contre de la mise en accusation de Bertrand de Molleville, le ministre de la Marine. En avril, il vote pour que les soldats du régiment de Châteauvieux, qui s'étaient mutinés lors de l'affaire de Nancy, soient admis aux honneurs de la séance. En août, il vote en faveur de la mise en accusation du marquis de La Fayette.
La monarchie prend fin à l'issue de la journée du 10 août 1792 : les bataillons de fédérés bretons et marseillais et les insurgés des faubourgs de Paris prennent le palais des Tuileries. Louis XVI est suspendu et incarcéré, avec sa famille, à la tour du Temple. 
En septembre 1792, Louis-Bernard Guyton de Morveau est réélu député de la Côte-d'Or, le deuxième sur dix, à la Convention nationale. Il intervient peu de temps après en la faveur de l'ancien parlementaire bourguignon et collectionneur d'art dijonnais Jean-Baptiste Jehannin de Chamblanc dont les collections étaient menacées de dispersion à la suite des saisies révolutionnaires et à leur vente. C'est en invoquant ces collections que la Convention Nationale décide par décret du 10 octobre 1792 de suspendre les ventes de "bibliothèques, autres objets scientifiques et monuments des arts trouvés dans les maisons des émigrés". 
Il siège sur les bancs de la Montagne. Lors du procès de Louis XVI, il vote la mort et rejette l'appel au peuple et le sursis à l'exécution de la peine. En avril 1793, il est absent lors du scrutin sur la mise en accusation de Jean-Paul Marat. En mai, il vote contre le rétablissement de la Commission des Douze. 
Le 6 avril 1793, Louis-Bernard Guyton de Morveau est élu membre du Comité de Salut public, le septième sur neuf par 202 voix. Il sort du Comité à l'issue du remaniement de juillet. Il appuie, en septembre, la nomination de M. Pierre, son secrétaire personnel, comme secrétaire principal du Comité de Salut public. 
Il démissionne du Comité de salut public le 10 juillet 1793, pour se consacrer à la fabrication de canons et à la formation d'une Compagnie d'aérostiers. Il effectue lui-même une ascension en ballon lors de la bataille de Fleurus le 26 juin 1794, et assiste à plusieurs autres batailles de cette campagne,.
Le 3 mars 1798, Guyton, qui n'a pas été élu au Conseil des Cinq-Cents, est nommé directeur par intérim de l'École polytechnique pour remplacer Monge, parti en Égypte avec Bonaparte. 
Quelques jours après, le 13 mars 1798, Guyton se marie à l'âge de 61 ans avec une amie de longue date aussi originaire de Dijon, Claudine Poulet veuve Picardet (1735-1820), chimiste et collaboratrice de Lavoisier,.
Le 16 octobre 1799, Monge reprend sa place de directeur de Polytechnique, mais il ne le reste pas longtemps car il est nommé sénateur. Sur sa proposition, le conseil de l'école propose de nommer Guyton directeur, décision ratifiée par les consuls le 27 janvier 1800. Toutefois, le 16 juillet 1804, Napoléon, excédé par l'indiscipline des élèves, remplace le directeur par un gouverneur militaire, le général Jean-Girard Lacuée. Guyton sollicite d'être nommé commandant en second et directeur des études, mais c'est son ancien adjoint, Gay de Vernon, qui est nommé le 18 octobre 1804. Guyton continue alors de faire cours aux élèves, avec une voix à peine perceptible. Il enseigne également la chimie à deux de ses parents polytechniciens : son petit-cousin et filleul Louis-Bernard Guyton (1789-1847) et le futur général Michel Jacques Laurent Germain Guillemain (1788-1856). Il sollicite, en 1811, sa mise à la retraite assortie d'un demi-salaire et du titre de baron, ce que Napoléon lui accorde.
Il est administrateur des Monnaies de 1800 à la Première Restauration, puis de nouveau pendant les Cent-Jours.
Il devient membre résidant de première classe de la section de chimie de l'Institut national des sciences et des arts le 20 novembre 1795. Il est élu vice-président de la classe en 1806 et président en 1807. Il est membre de la Société d'encouragement pour l'industrie nationale créée en 1801 : il nomme Darcet à la tête de son Comité de chimie.
Il rédige son testament en 1813. Il choisit son épouse comme exécuteur testamentaire et lui adjoint son cousin, l'ancien député Claude Antoine Prieur (1763-1832), dont il avait appuyé l'entrée dans l’École royale du génie de Mézières.
On s'apprête à le renvoyer de l'Institut, comme régicide, lorsqu'il meurt à Paris à son domicile au 63, rue de Bourbon le 2 janvier 1816 à 9 heures du matin.

## Hommages
En 1893, la rue Guyton-de-Morveau dans le 13e arrondissement de Paris reçoit son nom.
Une plaque commémorative en son honneur peut être trouvée au 17 place Bossuet à Dijon, où il résida de 1768 à 1800.

## Titres
- Chevalier de l'Empire (20 août 1809)
- Baron de l'Empire (23 octobre 1811)

## Armoiries
| Figure | Blasonnement |
|        | Armes de Louis-Bernard Guyton de Morveau, chevalier de l'Empire : D'azur au chevron d'or accompagné en chef de deux heaumes d'argent et en pointe d'un vase fumigatoire du même. Champagne cousue de gueules du tiers de l'écu chargée du signe des chevaliers légionnaires. |
|        | Armes de Louis-Bernard Guyton de Morveau, baron de l'Empire : D'azur au chevron d'or accompagné en chef de deux heaumes tarés de profil d'argent et en pointe d'un vase fumigatoire du même. Franc-quartier de baron tiré des corps savants, brochant au neuvième de l'écu.  |

## Publications
- Le rat iconoclaste ou le jésuite croqué, 1762.
- Mémoire sur l'éducation publique avec le prospectus d'un collège, 1762 (ou 1764)
- Nouveau moyen de purifier absolument et en très-peu de temps une masse d’air infectée, Dijon, 1773, in-8°.
- Instruction sur la nouvelle méthode de préparer le Mortier-Loriot, 1775 (Lire en ligne).
- Discours publics et éloges, auxquels on a joint une Lettre où l’auteur développe le plan annoncé dans un de ses Discours pour réformer la Jurisprudence, par M.*** Avocat Général, Paris, P.G. Simon, 1775, 2 vol.
- Plaidoyers sur plusieurs questions importantes de droit canonique et civil..., Dijon / Paris, Mailly / Théophile Barrois, 1785. Lire en ligne.
- Opinion du citoyen L. B. Guyton député du Département de la Côte-d’Or, dans l’affaire de Louis Capet, 1793.
- Traité des moyens de désinfecter l’air, de prévenir la contagion et d’en arrêter les progrès, Paris : chez Bernard (libraire de l’École Polytechnique), 1801, in-8°, xxxii-306 p. ; 3e éd., Paris : Bernard, 1805, in-8°, xiv-443 p. lire en ligne sur Gallica ; traduit en allemand et en anglais.